# Two Weeks to Live
Two Weeks to Live è una miniserie televisiva britannica creata da Gaby Hull e diretta da Al Campbell. Vede protagonista Maisie Williams come Kim Noakes, una disadattata, cresciuta in totale isolamento "vivendo isolata dalla rete" nella Scozia rurale per la maggior parte della sua vita da una madre survivalista e iperprotettiva.

## Trama
Kim entra in un pub per la prima volta come un’avventura e conosce due fratelli. Ingenua, va a casa con loro, quando le fanno uno scherzo: le mostrano un falso video raffigurante un’esplosione nucleare apocalittica e ognuno ha due settimane per vivere. Kim, cresciuta per credere che la fine dei tempi è vicina, si mette in viaggio, per uccidere l’uomo che ha assassinato suo padre di fronte a lei quando era piccola.

## Puntate
| nº | Titolo originale | Titolo italiano | Prima TV UK       | Prima TV Italia  |
| -- | ---------------- | --------------- | ----------------- | ---------------- |
| 1  | Episode 1        | Episodio 1      | 2 settembre 2020  | 26 dicembre 2021 |
| 2  | Episode 2        | Episodio 2      | 9 settembre 2020  | 26 dicembre 2021 |
| 3  | Episode 3        | Episodio 3      | 16 settembre 2020 | 26 dicembre 2021 |
| 4  | Episode 4        | Episodio 4      | 23 settembre 2020 | 26 dicembre 2021 |
| 5  | Episode 5        | Episodio 5      | 30 settembre 2020 | 26 dicembre 2021 |
| 6  | Episode 6        | Episodio 6      | 7 ottobre 2020    | 26 dicembre 2021 |

## Personaggi e interpreti

### Principali
- Kim Noakes, interpretata da Maisie Williams, doppiata da Sara Labidi.
Ventunenne che vive in totale isolamento dal resto del mondo dall’età di sei anni.
- Tina Noakes, interpretata da Sian Clifford, doppiata da Selvaggia Quattrini.
Madre di Kim, inventa malattie inesistenti perché non vuole che la figlia se ne vada di casa.
- Nicky, interpretato da Mawaan Rizwan, doppiato da Alessio Nissolino.
Fratello di Jay, laureato in letteratura inglese.
- Jay, interpretato da Taheen Modak, doppiato da Lorenzo De Angelis.
Fratello di Nicky, lavora al banco del pesce di un supermercato. È intenzionato a riportare in vita l’attività di giardinaggio del padre defunto.
- Jimmy, interpretato da Sean Pertwee.
Ha assassinato il padre di Kim quando lei aveva sei anni.
- Thompson, interpretata da Thalissa Teixeira, doppiata da Alessandra Bellini.
Collega di Brooks.
- Beth, interpretata da Kerry Howard, doppiata da Eva Padoan.
Fidanzata di Jay che tiene nascosta la sua gravidanza.
- Alan Brooks, interpretato da Jason Flemyng, doppiato da Christian Iansante.
Ispettore di polizia corrotto.

### Ricorrenti
- Mandy, interpretata da Pooky Quesnel, doppiata da Anna Cesareni.
Moglie del proprietario del Carl's Caff.
- Ian, interpretato da Michael Begley, doppiato da Andrea Lavagnino.
Guardia del corpo di Jimmy.

## Distribuzione
La miniserie ha debuttato nel Regno Unito su Sky One il 2 settembre 2020. In Italia è stata trasmessa su Sky Atlantic il 26 dicembre 2021.

## Accoglienza
Sull'aggregatore di recensioni Rotten Tomatoes la prima stagione ottiene il 75% delle recensioni professionali positive, con un voto medio di 7,20 su 10 basato su 12 critiche, mentre su Metacritic ha un punteggio di 66 su 100 basato su 5 recensioni.
The Guardian considera che Williams "eccelle nel suo ruolo, muovendosi tra sventurata e determinata, materialista e infantile". La recensione del The Independent indica "Two Weeks to Live mostra i muscoli di Williams per le commedie mentre vanta anche le sue abilità di combattimento e acrobatiche." The NME descrive l’azione come veramente divertente.